# Hex dump
 (avril 2025).
En informatique, un vidage hexadécimal ou hex dump est une vue textuelle hexadécimale (à l'écran ou sur papier) de données informatiques (souvent, mais pas nécessairement binaires), provenant de la mémoire ou d'un fichier informatique ou d'un périphérique de stockage. L'examen d'un vidage hexadécimal de données se fait généralement dans le contexte du débogage, de la rétro-ingénierie ou de la criminalistique numérique. Les éditeurs interactifs qui fournissent une vue similaire, mais qui manipulent également les données en question, sont appelés éditeurs hexadécimaux.
Dans un vidage hexadécimal, chaque octet (8 bits) est représenté par un nombre hexadécimal à deux chiffres. Les fichiers hexadécimaux sont généralement organisés en lignes de 8 ou 16 octets, parfois séparées par des espaces blancs. Dans certains vidages hexadécimaux, l'adresse mémoire hexadécimale figure au début du fichier.
Certains noms courants pour cette fonction de programme sont hexdump, hd, od, xxd, dump ou simplement D

## Exemples
Un exemple de fichier texte :
```
0123456789ABCDEF
/* ********************************************** */
	Table with TABs (09)
	1    2    3
	3.14	6.28	9.42 
```

comme affiché par hexdump dans un système Unix :
```
0000000
 
30
 
31
 
32
 
33
 
34
 
35
 
36
 
37
 
38
 
39
 
41
 
42
 
43
 
44
 
45
 
46

0000010
 
0a
 
2f
 
2a
 
20
 
2a
 
2a
 
2a
 
2a
 
2a
 
2a
 
2a
 
2a
 
2a
 
2a
 
2a
 
2a

0000020
 
2a
 
2a
 
2a
 
2a
 
2a
 
2a
 
2a
 
2a
 
2a
 
2a
 
2a
 
2a
 
2a
 
2a
 
2a
 
2a

*

0000040
 
2a
 
2a
 
20
 
2a
 
2f
 
0a
 
09
 
54
 
61
 
62
 
6c
 
65
 
20
 
77
 
69
 
74

0000050
 
68
 
20
 
54
 
41
 
42
 
73
 
20
 
28
 
30
 
39
 
29
 
0a
 
09
 
31
 
09
 
09

0000060
 
32
 
09
 
09
 
33
 
0a
 
09
 
33
 
2e
 
31
 
34
 
09
 
36
 
2e
 
32
 
38
 
09

0000070
 
39
 
2e
 
34
 
32
 
0a
             
                    

0000075

```

La colonne la plus à gauche est le déplacement hexadécimal (ou adresse) pour les valeurs des colonnes suivantes. Chaque ligne affiche 16 octets, à l'exception de la ligne contenant un seul *. Le * est utilisé pour indiquer que plusieurs occurrences du même affichage ont été omises. La dernière ligne affiche le nombre d'octets extraits de l'entrée.

Une colonne supplémentaire affiche la traduction des caractères ASCII correspondants avec hexdump -C ou hd :
```
00000000
  
30
 
31
 
32
 
33
 
34
 
35
 
36
 
37
  
38
 
39
 
41
 
42
 
43
 
44
 
45
 
46
  
|
0123456789ABCDEF
|

00000010
  
0a
 
2f
 
2a
 
20
 
2a
 
2a
 
2a
 
2a
  
2a
 
2a
 
2a
 
2a
 
2a
 
2a
 
2a
 
2a
  
|
./* ************
|

00000020
  
2a
 
2a
 
2a
 
2a
 
2a
 
2a
 
2a
 
2a
  
2a
 
2a
 
2a
 
2a
 
2a
 
2a
 
2a
 
2a
  
|
****************
|

*

00000040
  
2a
 
2a
 
20
 
2a
 
2f
 
0a
 
09
 
54
  
61
 
62
 
6c
 
65
 
20
 
77
 
69
 
74
  
|
** */..Table wit
|

00000050
  
68
 
20
 
54
 
41
 
42
 
73
 
20
 
28
  
30
 
39
 
29
 
0a
 
09
 
31
 
09
 
09
  
|
h TABs (09)..1..
|

00000060
  
32
 
09
 
09
 
33
 
0a
 
09
 
33
 
2e
  
31
 
34
 
09
 
36
 
2e
 
32
 
38
 
09
  
|
2..3..3.14.6.28.
|

00000070
  
39
 
2e
 
34
 
32
 
0a
                                    
|
9.42.
|

00000075

```

C'est utile lorsqu'on essaie de repérer les tabulations dans un fichier qui est censé utiliser plusieurs espaces.

L'option -v force hexdump à afficher toutes les données de manière détaillée :
```
00000000
  
30
 
31
 
32
 
33
 
34
 
35
 
36
 
37
  
38
 
39
 
41
 
42
 
43
 
44
 
45
 
46
  
|
0123456789ABCDEF
|

00000010
  
0a
 
2f
 
2a
 
20
 
2a
 
2a
 
2a
 
2a
  
2a
 
2a
 
2a
 
2a
 
2a
 
2a
 
2a
 
2a
  
|
./* ************
|

00000020
  
2a
 
2a
 
2a
 
2a
 
2a
 
2a
 
2a
 
2a
  
2a
 
2a
 
2a
 
2a
 
2a
 
2a
 
2a
 
2a
  
|
****************
|

00000030
  
2a
 
2a
 
2a
 
2a
 
2a
 
2a
 
2a
 
2a
  
2a
 
2a
 
2a
 
2a
 
2a
 
2a
 
2a
 
2a
  
|
****************
|

00000040
  
2a
 
2a
 
20
 
2a
 
2f
 
0a
 
09
 
54
  
61
 
62
 
6c
 
65
 
20
 
77
 
69
 
74
  
|
** */..Table wit
|

00000050
  
68
 
20
 
54
 
41
 
42
 
73
 
20
 
28
  
30
 
39
 
29
 
0a
 
09
 
31
 
09
 
09
  
|
h TABs (09)..1..
|

00000060
  
32
 
09
 
09
 
33
 
0a
 
09
 
33
 
2e
  
31
 
34
 
09
 
36
 
2e
 
32
 
38
 
09
  
|
2..3..3.14.6.28.
|

00000070
  
39
 
2e
 
34
 
32
 
0a
                                    
|
9.42.
|

00000075

```

La commande POSIX od peut être utilisée pour afficher un vidage hexadécimal avec le-t x2 .
```
# 
od
 
-t
 
x2
 
tableOfTabs.txt

00000000: 1f8b 0808 d2e9 9766 0203 6461 7461 322e 

00000010: 6269 6e00 0141 02be fd42 5a68 3931 4159 

00000020: 2653 59ea 2468 ae00 0017 7fff dadb b7fb 

00000030: dbff 5ffb f3fb d776 3d6f fffb dbea fdbd 

00000040: 85db edfc ffa9 7def faaf efdf b001 386c 

00000050: 1001 a0d0 6d40 01a0 1a00 0006 8006 8000 

00000060: 0000 d034 01a1 a34d 0034 3d43 40d0 0d34 

00000070: d034 34da 9ea1 b49e a7a8 f29e 5106 4326 

00000080: 9a19 1934 d1a0 341a 6234 d018 d468 6834 

00000090: 00c9 a308 6434 0000 0308 d068 0680 1900 

000000a0: 0034 d068 1a34 d068 c3a7 a41a 0c9a 0d34 

000000b0: 641a 0646 8346 4003 4d34 1a68 6806 9a06 

000000c0: 9a64 d064 001a 0681 a343 10d0 d00d 1840 

000000d0: 01a3 21a0 68c9 a050 008a 0009 619a 9541 

000000e0: 25d5 8bc0 0ff3 e679 7fd0 31b2 c784 e7f7 

000000f0: 8fcb 33b8 28a5 bf86 4ac4 274f ce21 eeea 

00000100: 2c19 2633 60e9 ddd1 8d60 18e9 b189 4a94 

00000110: 3a14 ee61 ac8d d369 f545 a964 2617 f1fd 

00000120: 72dc 51d1 e601 1071 745d 846c 4677 4ba2 

00000130: 0562 5d79 894a 9150 dfe1 8083 e4c0 896f 

00000140: b75c d58b 4264 021c 625c c4f2 816a 8907 

00000150: 8b80 2b3e 4d2a f1b3 4fb4 6cee a869 1316 

00000160: c318 cdb5 b1cd 21c4 a23a 0297 65ae 8a2a 

00000170: 0cd2 0864 8a47 ed68 48f3 a65f 5803 dc9f 

00000180: b2e5 bbe0 daac 3d56 8c8b 4181 510f 017f 

00000190: 1328 9a47 6027 62c1 e4b4 db74 bb3a 9455 

000001a0: 07dd fd5b 19b5 e522 32e0 9b3e a3cf 0189 

000001b0: 4d9a 5edb 27be 1855 880f 7517 0ec0 a878 

000001c0: 2ee0 92a3 e339 4138 5cb7 517a a8b7 4dab 

000001d0: 8645 a681 214b 7f27 0cee 8ee5 3f4b 3a60 

000001e0: 530a 74b2 8acf 9044 e73c ca09 0d28 e5b4 

000001f0: 1471 0963 4a9c 3b75 73c0 4057 0c9c d0f2 .

00000200: 132a bb2c cc84 29cf 3568 9101 0a77 f033 

00000210: 41a4 8cfa f520 3ed5 8a4a 9528 1314 7b32 

00000220: 87c6 4825 698a 921e e1da 8f2d 4237 2da1 

00000230: 3f68 051d fe05 08cb 096d 4a17 ed35 2130 

00000240: 9d75 6c2f a414 8003 e650 ea14 4eb1 5fe2 

00000250: ee48 a70a 121d 448d 15c0 8914 1b20 4102 .

00000260: 0000

```

Les évaluations de caractères peuvent être ajoutées avec l'option -c :
```
0000000  0  1  2  3  4  5  6  7  8  9  A  B  C  D  E  F
      30 31 32 33 34 35 36 37 38 39 41 42 43 44 45 46
0000020  \n  /  *    *  *  *  *  *  *  *  *  *  *  *  *
      0a 2f 2a 20 2a 2a 2a 2a 2a 2a 2a 2a 2a 2a 2a 2a
0000040  *  *  *  *  *  *  *  *  *  *  *  *  *  *  *  *
      2a 2a 2a 2a 2a 2a 2a 2a 2a 2a 2a 2a 2a 2a 2a 2a

0000100  *  *    *  / \n \t  T  a  b  l  e    w  i  t
      2a 2a 20 2a 2f 0a 09 54 61 62 6c 65 20 77 69 74
0000120  h    T  A  B  s    (  0  9  ) \n \t  1 \t \t
      68 20 54 41 42 73 20 28 30 39 29 0a 09 31 09 09
0000140  2 \t \t  3 \n \t  3  .  1  4 \t  6  .  2  8 \t
      32 09 09 33 0a 09 33 2e 31 34 09 36 2e 32 38 09
0000160  9  .  4  2 \n                      
      39 2e 34 32 0a                      
0000165

```

Dans cette sortie, les tabulations sont représentées par \t et les retours à la ligne par \n .

## DUMP, DDT et DEBUG
Dans le système d'exploitation CP/M 8 bits utilisé sur les premiers ordinateurs, le programme DUMP standard répertoriait un fichier de 16 octets par ligne avec le décalage hexadécimal au début de la ligne et l'équivalent ASCII de chaque octet à la fin.Les octets en dehors de la plage standard de caractères ASCII imprimables (20 à 7E) étaient affichés sous la forme d'un seul point pour l'alignement visuel. Ce même format a été utilisé pour afficher la mémoire lors de l'appel de la commande D dans le débogueur CP/M standard DDT . Les versions ultérieures du format (par exemple dans le débogueur DOS DEBUG ) ont transformé l'espace entre le 8e et le 9e octet en tiret, sans modifier la largeur globale.

Cette notation a été conservée dans les systèmes d'exploitation directement ou indirectement dérivés de CP/M, notamment DR-DOS, MS-DOS / PC DOS, OS/2 et Windows. Sur les systèmes Linux, la commande hexcat produit également ce format de sortie. Ce format a été conçu pour offrir une capacité maximale de stockage de données sur un écran ou une imprimante standard de 80 caractères de large. Il a été conçu pour rester très facile à lire et à parcourir visuellement
```
1234
:
0000
:
 
57
 
69
 
6B
 
69
 
70
 
65
 
64
 
69
 
61
 
2C
 
20
 
74
 
68
 
65
 
20
 
66
 
Wikip
ed
ia,
 
t
he
 
f

1234
:
0010
:
 
72
 
65
 
65
 
20
 
65
 
6E
 
63
 
79
 
63
 
6C
 
6F
 
70
 
65
 
64
 
69
 
61
 
r
ee
 
encyclop
ed
ia

1234
:
0020
:
 
20
 
74
 
68
 
61
 
74
 
20
 
61
 
6E
 
79
 
6F
 
6E
 
65
 
20
 
63
 
61
 
6E
  
that anyone can

1234
:
0030
:
 
20
 
65
 
64
 
69
 
74
 
00
 
00
 
00
 
00
 
00
 
00
 
00
 
00
 
00
 
00
 
00
  
edit...........

```

Ici, la colonne la plus à gauche représente l'adresse à laquelle se trouvent les octets représentés par les colonnes suivantes. CP/M et divers systèmes DOS fonctionnaient en mode réel sur les processeurs x86, où les adresses sont composées de deux parties (base et décalage).

Dans les exemples ci-dessus, les 00 finaux sont des octets inexistants au-delà de la fin du fichier. Certains outils de vidage affichent d'autres caractères afin qu'il soit clair qu'ils se trouvent au-delà de la fin du fichier, généralement en utilisant des espaces ou des astérisques, par exemple :
```
1234
:
0000
:
 
57
 
69
 
6B
 
69
 
70
 
65
 
64
 
69
 
61
 
2C
 
20
 
74
 
68
 
65
 
20
 
66
 
Wikip
ed
ia,
 
t
he
 
f

1234
:
0010
:
 
72
 
65
 
65
 
20
 
65
 
6E
 
63
 
79
 
63
 
6C
 
6F
 
70
 
65
 
64
 
69
 
61
 
r
ee
 
encyclop
ed
ia

1234
:
0020
:
 
20
 
74
 
68
 
61
 
74
 
20
 
61
 
6E
 
79
 
6F
 
6E
 
65
 
20
 
63
 
61
 
6E
  
that anyone can

1234
:
0030
:
 
20
 
65
 
64
 
69
 
74
  
                edit

```

ou
```
1234
:
0000
:
 
57
 
69
 
6B
 
69
 
70
 
65
 
64
 
69
 
61
 
2C
 
20
 
74
 
68
 
65
 
20
 
66
 
Wikip
ed
ia,
 
t
he
 
f

1234
:
0010
:
 
72
 
65
 
65
 
20
 
65
 
6E
 
63
 
79
 
63
 
6C
 
6F
 
70
 
65
 
64
 
69
 
61
 
r
ee
 
encyclop
ed
ia

1234
:
0020
:
 
20
 
74
 
68
 
61
 
74
 
20
 
61
 
6E
 
79
 
6F
 
6E
 
65
 
20
 
63
 
61
 
6E
  
that anyone can

1234
:
0030
:
 
20
 
65
 
64
 
69
 
74
 
**
 
**
 
**
 
**
 
**
 
**
 
**
 
**
 
**
 
**
 
**
  
edit

```